# Кружалов, Борис Дмитриевич
Борис Дмитриевич Кружалов (1901—1961) — российский инженер, химик-технолог, один из создателей первого в мире метода и промышленной установки совместного получения фенола и ацетона (1949). Лауреат Сталинской премии (1951).

## Биография
Выпускник МВТУ.
В 1930-е гг. работал главным инженером ГСПИ — 3 МХП СССР.
Осуждён 28 мая 1940 г. Военной Коллегией Верховного Суда СССР по статьям 58-7-11 УК РСФСР на 10 лет ИТЛ.
В период отбытия наказания — ответственный технолог проекта производства фенола и ацетона. Один из создателей (в спецлаборатории г. Дзержинска) первого в мире метода (в группе с Р. Ю. Удрисом, М. С. Немцовым, П. Г. Сергеевым) и промышленной установки совместного получения фенола и ацетона (1943—1949).
В 1946 г. освобождён от дальнейшего отбытия наказания.
Доктор технических наук.
Сталинская премия 1951 года — за исследования в области неорганической химии.
Умер в 1961 году. Похоронен на Ваганьковском кладбище (24 уч.).

## Сочинения
- Совместное получение фенола и ацетона [Текст] / Б. Д. Кружалов, Б. И. Голованенко. — Москва : Госхимиздат, 1963. — 200 с. : черт.; 22 см.